# Aeroportul Nyngan
Aeroportul Nyngan (IATA: NYN, ICAO: YNYN) este un aeroport din Noul Wales de Sud, Australia.
Situat la o altitudine de 169 m, aeroportul dispune de o singură pistă. Este operat de Bogan Shire⁠(d).